# Калинівська селищна рада (Фастівський район)
Кали́нівська се́лищна ра́да — адміністративно-територіальна одиниця та орган місцевого самоврядування в Фастівському районі Київської області. Адміністративний центр — селище міського типу Калинівка.

## Загальні відомості
Калинівська селищна рада утворена в 1960 році.
- Територія ради: 7,122 км²
- Населення ради: 5307 осіб (станом на 2015 рік)[1]
- Територією ради протікає річка Бобриця

## Населені пункти
Селищній раді підпорядковані населені пункти:
- смт Калинівка

## Склад ради
Рада складається з 22 депутатів та голови.
- Голова ради: Олексенко Юлія Олексіївна
- Секретар ради:

### Керівний склад попередніх скликань
| Прізвище, ім'я, по батькові | Основні відомості                                                        | Дата обрання | Дата звільнення |
| --------------------------- | ------------------------------------------------------------------------ | ------------ | --------------- |
| Карпина Андрій Андрійович   | Селищний голова, 1948 року народження, безпартійний                      | 26.03.2006   | 17.01.2009      |
| Цимбалюк Тетяна Михайлівна  | Селищний голова, 1968 року народження, позапартійна                      | 24.05.2009   | 31.10.2010      |
| Скрипка Віталій Іванович    | Селищний голова, 1971 року народження, освіта вища, член Партії регіонів | 31.10.2010   | 13.06.2013      |
| Олексенко Юлія Олексіївна   | Селищний голова, 1985 року народження, освіта вища, безпартійна          | 25.10.2015   |                 |

Примітка: таблиця складена за даними сайту Верховної Ради України та ЦВК

### Депутати VII скликання
За результатами місцевих виборів 2015 року депутатами ради стали:

#### За суб'єктами висування
| Суб'єкт висування | Кількість обраних депутатів | %      |
| ----------------- | --------------------------- | ------ |
| Самовисування     | 22                          | 100.00 |

#### За округами
| № округу | Прізвище, ім'я, по батькові      | Ким висунуто  | Дата нар.  | Освіта              | Партійна приналежність | Відомості                                                                       |
| -------- | -------------------------------- | ------------- | ---------- | ------------------- | ---------------------- | ------------------------------------------------------------------------------- |
| 1        | Чунь Марія Володимирівна         | Самовисування | 19.08.1960 | професійно-технічна | безпартійна            | Бібліотека в смт Калинівка, завідувачка                                         |
| 2        | Івасенко Іван Іванович           | Самовисування | 17.01.1974 | вища                | безпартійний           | 49-ий Державний пожежно-рятувальний пост, начальник                             |
| 3        | Підобід Тетяна Валеріївна        | Самовисування | 31.03.1984 | вища                | безпартійна            | Декретна відпустка                                                              |
| 4        | Ряполов Сергій Володимирович     | Самовисування | 02.05.1974 | професійно-технічна | безпартійний           | Безробітний                                                                     |
| 5        | Горбач Тетяна Вікторівна         | Самовисування | 06.08.1970 | вища                | безпартійна            | ТОВ «АС-ТРАНС», медсестра                                                       |
| 6        | Волков Андрій Володимирович      | Самовисування | 21.08.1979 | вища                | безпартійний           | Вищий адміністративний суд України, головний спеціаліст відділу правової роботи |
| 7        | Капшук Ніна Григорівна           | Самовисування | 29.08.1955 | загальна середня    | безпартійна            | Обласне психіатрично-наркологічне медичне об'єднання, медичний регістратор      |
| 8        | Сябренко Світлана Миколаївна     | Самовисування | 11.06.1962 | професійно-технічна | безпартійна            | КП «Калинівка-благоустрій», бухгалтер-касир                                     |
| 9        | Беспала Тетяна Григорівна        | Самовисування | 01.03.1957 | вища                | безпартійна            | Пенсіонерка                                                                     |
| 10       | Ладинська Олена Дмитрівна        | Самовисування | 14.12.1968 | вища                | безпартійна            | Калинівська ЗОШ № 1 І-ІІІ ступенів, педагог-організатор                         |
| 11       | Чиж Оксана Василівна             | Самовисування | 10.10.1971 | загальна середня    | безпартійна            | Приватний підприємець                                                           |
| 12       | Забарний Володимир Олександрович | Самовисування | 28.12.1975 | професійно-технічна | безпартійний           | Не працює                                                                       |
| 13       | Новікова Леся Олександрівна      | Самовисування | 14.11.1980 | професійно-технічна | безпартійна            | Військова частина А-0351, телеграфіст                                           |
| 14       | Ланова Тетяна Іванівна           | Самовисування | 15.10.1984 | вища                | безпартійна            | Декретна відпустка                                                              |
| 15       | Малюга Валентина Дмитрівна       | Самовисування | 09.02.1958 | вища                | безпартійна            | Калинівська амбулаторія ЗПСМ, завідувач Калинівської амбулаторії ЗПСМ           |
| 16       | Дмитренко Валентина Петрівна     | Самовисування | 18.05.1963 | інші види освіти    | безпартійна            | Фізична особа-підприємець                                                       |
| 17       | Мизюра Світлана Миколаївна       | Самовисування | 06.02.1975 | середня спеціальна  | безпартійна            | ТОВ «Данон», мерчендайзер                                                       |
| 18       | Бондарук Сергій Олегович         | Самовисування | 08.06.1983 | вища                | безпартійний           | ТОВ «Епіцентр К», начальник складу                                              |
| 19       | Жабинецьандрій Миколайович       | Самовисування | 23.11.1980 | вища                | безпартійний           | Фізична особа-підприємець                                                       |
| 20       | Шовтенко Юрій Володимирович      | Самовисування | 17.03.1972 | загальна середня    | безпартійний           | Фізична особа-підприємець                                                       |
| 21       | Дубовик Юлія Іванівна            | Самовисування | 14.11.1981 | вища                | безпартійна            | безробітна                                                                      |
| 22       | Єфремов Олександр Сергійович     | Самовисування | 23.04.1975 | професійно-технічна | безпартійний           | Фізична особа-підприємець                                                       |

### Депутати VI скликання
За результатами місцевих виборів 2010 року депутатами ради стали:

#### За суб'єктами висування
| Суб'єкт висування | Кількість обраних депутатів | %   |
| ----------------- | --------------------------- | --- |
| Самовисування     | 30                          | 100 |

#### За округами
| № округу | Прізвище, ім'я, по батькові     | Дата визнання обраним | Освіта  | Партійна приналежність                        | Відомості про обраного депутата                                                                     |
| -------- | ------------------------------- | --------------------- | ------- | --------------------------------------------- | --------------------------------------------------------------------------------------------------- |
| 1        | Міненко Олександр Анатолійович  | 04.11.2010            | вища    | член Всеукраїнського об'єднання «Батьківщина» | приватний підприємець                                                                               |
| 2        | Чунь Марія Володимирівна        | 04.11.2010            | середня | позапартійна                                  | Калинівська селищна рада, секретар                                                                  |
| 3        | Підобід Тетяна Валеріївна       | 04.11.2010            | вища    | позапартійна                                  | тимчасово не працює                                                                                 |
| 4        | Янкевич Володимир Володимирович | 04.11.2010            | середня | позапартійний                                 | СПМО «Титан», охоронець                                                                             |
| 5        | Горбач Тетяна Вікторівна        | 04.11.2010            | вища    | позапартійна                                  | тимчасово не працює                                                                                 |
| 6        | Волков Андрій Володимирович     | 04.11.2010            | вища    | позапартійний                                 | Вищий адміністративний суд України, головний спеціаліст відділу матеріально-технічного забезпечення |
| 7        | Соломенко Валерій Миколайович   | 04.11.2010            | середня | позапартійний                                 | ТОВ «ПАКТАУЗ» ЛТД, директор                                                                         |
| 8        | Сябренко Світлана Миколаївна    | 04.11.2010            | середня | позапартійна                                  | КП Калинівської селищної ради, касир                                                                |
| 9        | Беспала Тетяна Григорівна       | 04.11.2010            | вища    | позапартійна                                  | Фастівська райде-ржадміністрація, державний реєстратор                                              |
| 10       | Коробенко Микола Григорович     | 04.11.2010            | вища    | член Партії регіонів                          | Калинівська загальноосвітня школа І-ІІІ ст. № 1, вчитель                                            |
| 11       | Чиж Оксана Василівна            | 04.11.2010            | середня | позапартійна                                  | Торговельна компанія «Енергія», начальник паливного складу                                          |
| 12       | Скрипка Олена Олексіївна        | 04.11.2010            | вища    | позапартійна                                  | приватний підприємець                                                                               |
| 13       | Байсков Геннадій Степанович     | 04.11.2010            | вища    | позапартійний                                 | Калинівська загальноосвітня школа І-ІІІ ст. № 2, вчитель                                            |
| 14       | Ладинська Олена Дмитрівна       | 04.11.2010            | вища    | позапартійна                                  | Калинівська загальноосвітня школа І-ІІІ ст. № 1, педагог організатор                                |
| 15       | Юрчук Володимир Степанович      | 04.11.2010            | середня | позапартійний                                 | тимчасово не працює                                                                                 |
| 16       | Дмитренко Валентина Петрівна    | 04.11.2010            | середня | позапартійна                                  | приватний підприємець                                                                               |
| 17       | Засуха Олена Олексіївна         | 04.11.2010            | вища    | член Партії регіонів                          | Калинівська загальноосвітня школа І-ІІІ ст. № 1, вчитель                                            |
| 18       | Жабинець Андрій Миколайович     | 04.11.2010            | вища    | позапартійний                                 | ТОВ «БК „Еталонінвест“», комерційний директор                                                       |
| 19       | Дмитренко Святослав Віталійович | 04.11.2010            | середня | позапартійний                                 | приватний підприємець                                                                               |
| 20       | Шовтенко Юрій Володимирович     | 04.11.2010            | середня | член Всеукраїнського об'єднання «Батьківщина» | приватний підприємець                                                                               |
| 21       | Савенко Василь Семенович        | 04.11.2010            | середня | позапартійний                                 | «Будинок дитини» м. Боярка, оператор котельні                                                       |
| 22       | Єфремов Олександр Сергійович    | 04.11.2010            | середня | позапартійний                                 | приватний підприємець                                                                               |
| 23       | Яценко Наталія Дмитрівна        | 14.01.2011            | середня | позапартійна                                  | тимчасово не працює                                                                                 |
| 24       | Войницький Сергій Іванович      | 04.11.2010            | середня | позапартійний                                 | приватний підприємець                                                                               |
| 25       | Березанський Микола Михайлович  | 04.11.2010            | вища    | позапартійний                                 | приватний підприємець                                                                               |
| 26       | Олексенко Юлія Олексіївна       | 04.11.2010            | вища    | позапартійна                                  | Калинівська селищна рада, секретар-діловод                                                          |
| 27       | Сліпуха Лариса Віталіївна       | 04.11.2010            | вища    | позапартійна                                  | поліклініка ГУ МВС, лікар                                                                           |
| 28       | Панасенко Валентина Євгенівна   | 04.11.2010            | вища    | позапартійна                                  | Калинівська загальноосвітня школа І-ІІІ ст. № 2, вчитель                                            |
| 29       | Данько Віктор Дмитрович         | 04.11.2010            | середня | позапартійний                                 | ЛТД «Плесо», директор                                                                               |
| 30       | Яценко Іван Іванович            | 04.11.2010            | вища    | член Партії регіонів                          | ФОП «Дідович», водій                                                                                |